# Ahome
Ahome is een gemeente in de Mexicaanse deelstaat Sinaloa. De hoofdplaats van Ahome is Los Mochis. Ahome heeft een oppervlakte van 4343 km² en 388.344 inwoners.

## Geboren
- Érick Gutiérrez (15 juni 1995), voetballer

Ahome · Angostura · Badiraguato · Choix · Concordia · Cosalá · Culiacán · Eldorado · Elota · Escuinapa · El Fuerte · Guasave · Juan José Ríos · Mazatlán · Mocorito · Navolato · Rosario · Salvador Alvarado · San Ignacio · Sinaloa